# Joan Sedó i Peris-Mencheta
Joan Sedó i Peris-Mencheta (Barcelona, 1908 — 8 d'abril de 1966) fou un col·leccionista i cervantista català, acadèmic de l'Acadèmia de Bones Lletres de Barcelona.
Per part de mare, era net del periodista i polític valencià Francisco Peris Mencheta i per part de pare era net de l'industrial i polític Antoni Sedó Pàmies, fill de l'empresari i erudit Artur Sedó i Guixard i germà d'Alfred Sedó i Peris-Mencheta. Llicenciat en dret el 1928, va treballar dirigint empreses familiars a la Colònia Sedó i durant la dictadura franquista fou diputat de la Diputació de Barcelona, president del Club Marítim de Barcelona i vicepresident de la Junta de Museus de Barcelona.
Influït pel col·leccionisme cervantí d'Isidre Bonsoms i Sicart, des de 1926 va reunir la col·lecció de llibres de tema cervantí considerada com a més important del món. Entre els objectes col·leccionats hi destaquen edicions del Quixot, de les que el 1959 havia aplegat 2.047 edicions en 3,873 volums, d'elles 53 del segle xvii i 124 del segle xviii. Va formar part des dels seus inicis de l'Associació de Bibliòfils de Barcelona i el 1948 ingressà a l'Acadèmia de Bones Lletres de Barcelona.
A la seva mort va disposar que dos anys després de la seva defunció (1968) la seva col·lecció passés a Patrimoni Nacional Durant molts anys va estar a la Biblioteca Nacional d'Espanya. Actualment la col·lecció està integrada en la Biblioteca de Catalunya.

## Obres
- El comentario de Clemencín (1944)
- Ensayo De Una Bibliografía De Miscelánea Cervantina. Comedias, Historietas, Novelas, Poemas,zarzuelas, Etc. Inspiradas En Cervantes o En Sus Obras. Barcelona, 1947.
- Contribución a la historia del coleccionismo cervantino y caballeresco (1948)